# Leitenhausen (Heldburg)

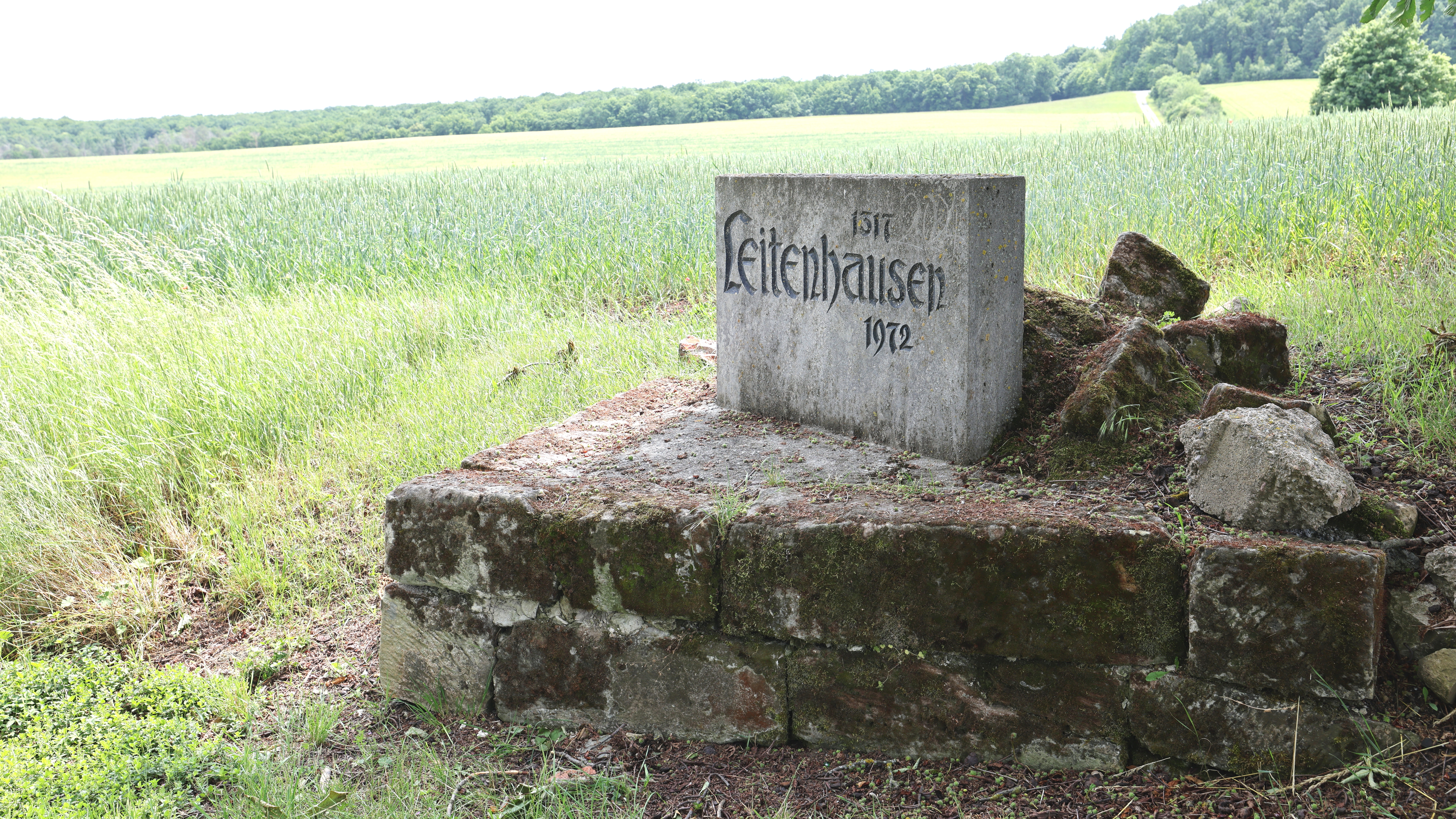
Gedenkstein

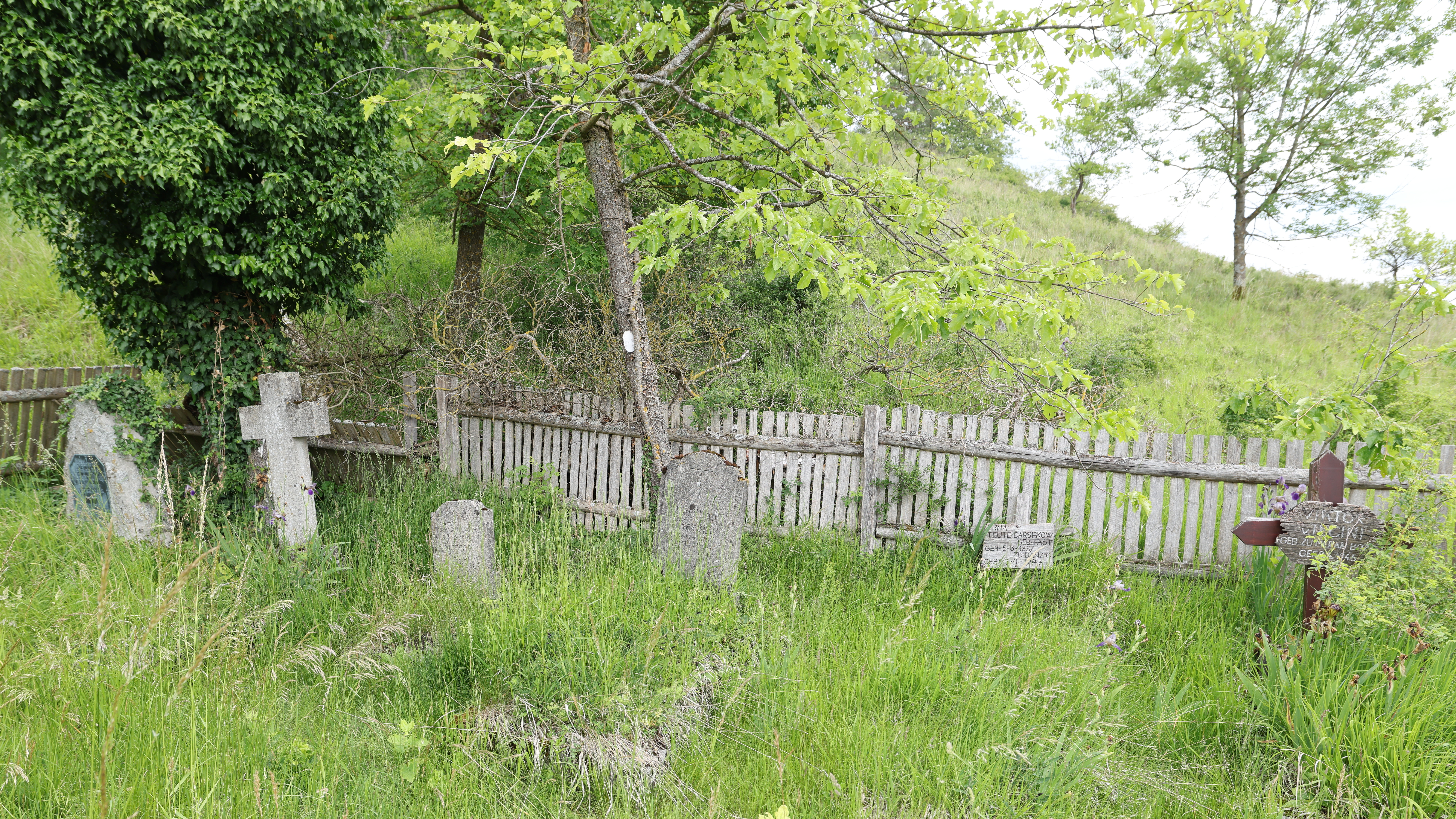
Friedhof

Leitenhausen ist eine Wüstung in Thüringen. Sie liegt im Heldburger Land im äußersten Süden Thüringens im Landkreis Hildburghausen nordwestlich von Heldburg, nur wenige hundert Meter von der Grenze zu Bayern entfernt. Der Ort ist heute eine Gedenkstätte an der ehemaligen innerdeutschen Grenze.

## Geschichte
1317 wurde Leitenhausen zum ersten Mal als Leydenhusen erwähnt. Das Dorf war ein Rittergut und gehörte bis 1918 zum sächsischen Amt Heldburg im Herzogtum Sachsen-Meiningen, danach zum Land Thüringen. Im Jahr 1946 wurde das Rittergut im Rahmen der Bodenreform in der Sowjetischen Besatzungszone aufgelöst und auf fünf Flüchtlingsfamilien aufgeteilt. Das weitere Schicksal des Dorfes nach dem Zweiten Weltkrieg wurde von seiner unmittelbaren Lage an der innerdeutschen Grenze bestimmt. Es befand sich in der 1952 von den DDR-Behörden geschaffenen Sperrzone. 1962 waren zwei Familien deportiert worden. 1970 verließ die letzte Familie den Ort und 1972 wurde das Dorf dem Erdboden gleichgemacht. 1993 wurde an der alten Dorfstelle ein Gedenkstein errichtet.